# Zoé Félix

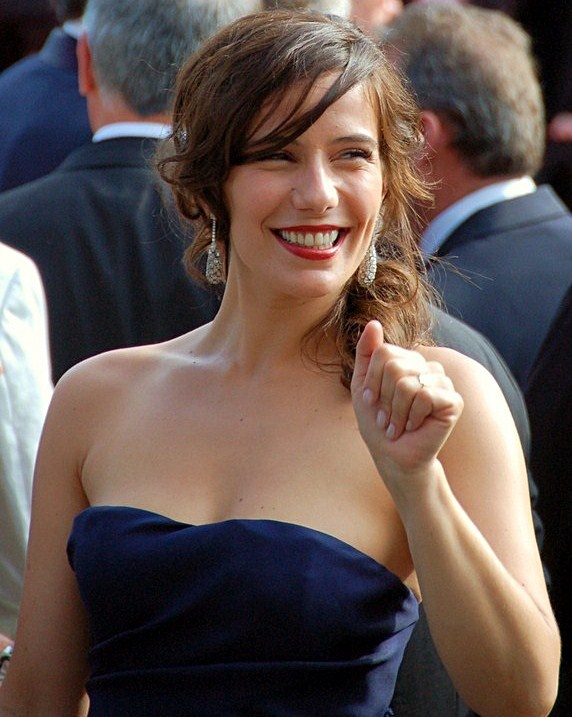
Zoé Félix – festiwal filmowy w Cannes w 2008

Zoé Félix (ur. 7 maja 1976 w Paryżu) – francuska aktorka filmowa i teatralna.

## Filmografia
- 1998: Martwi za życia (Déjà mort) jako Laure
- 2000: Granturismo (film krótkometrażowy) jako Joanna
- 2000: Pour l'amour du ciel
- 2000: Les Redoutables (serial) jako Loris
- 2001: H (serial) jako Zoé
- 2001: Vent de poussières jako Léa
- 2001: Sunday Morning Aspirin (film krótkometrażowy) jako Natacha
- 2002: Dolores (film krótkometrażowy) jako Dolores
- 2002: Bois ta Suze (film krótkometrażowy)
- 2003: Marycha (La Beuze) jako Dina
- 2003: Osmose jako dziewczyna
- 2003: Le Cœur des hommes jako Elsa
- 2003: Aujourd'hui madame (film krótkometrażowy) jako kochanka
- 2004: Le Syndrome de Cyrano (film krótkometrażowy) jako Dorothée
- 2004: L'Incruste jako Cécilia
- 2004: Noodles (film krótkometrażowy) jako Françoise
- 2005: Majorité (film krótkometrażowy) jako Pamela Pussy
- 2005: Rocznica (L'Anniversaire) jako Fred
- 2006: Toute la beauté du monde jako Tina
- 2006: Sable noir jako Cylia
- 2007: Un train de retard (film krótkometrażowy) jako Sandrine
- 2007: Serce mężczyzny 2 (Le Cœur des hommes 2) jako Elsa
- 2008: Jeszcze dalej niż Północ (Bienvenue chez les Ch'tis) jako Julie Abrams
- 2008: Clara Sheller (serial) jako Clara
- 2009: L'Homme à l'envers jako Sabrina
- 2009: Myster Mocky présente (serial krótkometrażowy)
- 2009: La Pomme d'Adam (film krótkometrażowy) jako Moretti
- 2010: Darwin 2.0 jako Estelle de la Fauvette
- 2010: Captifs jako Carole
- 2013: Zakochany prawnik (Studio illegale) jako Emilie Chomand
- 2013: Grand Départ jako Séréna
- 2013: Le Cœur des hommes 3 jako Elsa
- 2013: What Ze Teuf (serial) jako Zoé Félix
- 2013: Nos chers voisins (serial) jako Pauline